# Anomalopidae
Anomalopidae (риби-фенери) са семейство риби, отличаващи се с биолуминесцентни органи, разположени под очите им, на което се дължат популярните им названия. Тези светлинни органи съдържат светещи бактерии и могат да бъдат „затворени“ от рибата с помощта на тъмен капак или чрез изтегляне в торбичка. Те се използват за комуникация, привличане на плячка и избягване на хищници.

## Разпространение и местообитание
Рибите-фенерчета се срещат в тропическите океански води по целия свят. Те обикновено са с размер около 14 см, въпреки че някои видове могат да достигнат два пъти тази дължина. Те са нощни, хранят се през нощта с малки ракообразни. Някои видове се преместват в плитки води близо до коралови рифове през нощта, но в противен случай те са изключително дълбоководни риби. Това затруднява събирането им и като такива те са слабо проучена група.

## Таксономия
Anomalopidae първоначално са били разделени на 5 различни вида:
- Голяма фенероока риба (Anomalops katoptron), широко разпространени в централната и западната част на Тихия океан
- Photoblepharon palpebratus, широко разпространени в централната и западната част на Тихия океан
- P. steinitzi от Червено море и Коморските острови
- Kryptophanaron alfredi от Карибите
- K. harveyi от Долна Калифорния[5]

През 2019 г. родът Photoblepharon e намален до 2 вида:
- P. palpebratum от източната част на Индийския океан и западната част на Тихия океан
- P. steinitzi от Червено море, Оман и западната част на Индийския океан.[6]

Други родове включват Parmops и Phthanophaneron.